# Rhadinopsylla difficilis
Rhadinopsylla difficilis är en loppart som beskrevs av Smit 1957. Rhadinopsylla difficilis ingår i släktet Rhadinopsylla och familjen mullvadsloppor. Inga underarter finns listade i Catalogue of Life.